# チームみらい
チームみらい（Team Mirai）は、日本の政党。2024年東京都知事選挙でAIエンジニアの安野貴博のもとに集まった「チーム安野」を前身として、2025年5月8日に設立された。安野が党首を務めている。第27回参議院議員通常選挙において政党要件を満たし、国政政党となった。公職選挙法における略称は「みらい」。

## 前史
2024年
- 6月6日 - AIエンジニアの安野貴博は記者会見を開き、2024年東京都知事選挙への出馬を表明[9][10]。

- 2024年東京都知事選挙の期間中、街頭演説を行う安野

- 7月7日 - 東京都知事選挙の投開票が行われ、小池百合子、石丸伸二、蓮舫、田母神俊雄に次ぐ5位となる15万4,638票[注釈 1]を獲得したが、落選[12]。

2025年
- 1月16日 - テクノロジーを通じて市民の声を政治に反映させることを目的としたプロジェクト「デジタル民主主義2030」の立ち上げを発表[13]。

- 5月8日 - 上記プロジェクトを母体とし、政治団体「チームみらい」の設立を正式に発表[5]。

## 歴史
2025年
- 7月20日 - 第27回参議院議員通常選挙の投開票が行われ、比例代表区で1議席（安野貴博）を獲得。得票率は2.6%となり、政党助成法上の政党要件を満たした[14]。

- ウインクあいちで演説する安野
- JRゲートタワー前で演説する山根有紀也（愛知県選挙区総支部長）
- JRゲートタワー前で演説する須田英太郎（選挙対策委員長）
- 東京・有楽町駅で演説する小林修平（千葉県選挙区総支部長）、高山聡史（幹事長）、黒岩里奈（安野夫人）。

- 7月29日 - 中央選挙管理会の告示により、安野の参議院議員としての任期が開始される[15]。同日、参議院は参院選を踏まえた新たな会派を発表。安野は「各派に属しない議員」（無所属）となった[16]。

- 8月1日 - 臨時国会（第218回国会）が召集され、安野が初登院した[17]。同日、総務省はチームみらいが政治資金規正法に基づく要件を満たす政党として届け出たと発表した[18]。

- 8月14日 - 総務省はチームみらいが政党交付金の受け取りを初めて申請したと発表した[19]。

## 理念と政策
デジタル民主主義と共に、オードリー・タンとE・グレン・ワイルが提唱する「Plurality（プルラリティ〈多元性、複数性〉）」を重要な指針としている。
スローガンは「テクノロジーで誰も取り残さない日本へ」。
- 政党交付金を使って『永田町ソフトウェアエンジニアチーム』を作る[20][21]。
  - 第27回参議院議員通常選挙の結果を反映したNHKの試算によると、チームみらいへの政党交付金の交付額は4800万円の見込み[22]。総務省は8月13日までに届け出をした政党に対し、新たな配分額を基に10月と12月に交付する[23]。
  - 「永田町エンジニアチーム」では、寄付や支出など政治資金の流れを可視化するツールと、国民の声を政治に直接届けるプラットフォームの二つを開発することを目指す[24]。開発したシステムはオープンソースで公開し、誰でも使えるような形にする。
- 政策決定プロセスのオープンソース化、市民参加型の熟議システム「いどばたシステム」、AIによる意見集約ツール「広聴AI」の導入などを通じて、テクノロジーと民主主義の融合を目指す[5]。
- データとテクノロジーを駆使して、物価高などを受けた支援を必要な時に必要な人に申請しなくても届くような仕組みを作る[25]。
- 物価や賃金の動向に応じて税と社会保障を自動で見直す仕組みを作る[25]。
- AIを活用して一人ひとりの個性にあわせたオーダーメイドの教育カリキュラムを作る[25]。
- 政治活動を行う上で、分断や対立を煽らない、相手を貶さないことを標榜する。一方で、然るべき批判や議論まで抑制することがポリシーではないとしている[26]。

## 主なプロジェクト
これらは、党の政策や理念を実現するために開発、あるいは活用されている主なツールやプロジェクトである。

### 「デジタル民主主義2030」由来のプロジェクト
党首の安野らが結党以前に立ち上げたプロジェクト「デジタル民主主義2030」において開発されたオープンソースのツール群。チームみらいは、これらのツールを市民参加型の政策決定を実現するための主要な手段と位置づけている。なお、チームみらいの設立後、安野は政治活動の中立性を保つため、「デジタル民主主義2030」のボードメンバーからは退任している。
- 広聴AI

AIを用いて、多様な市民の声をインターネット上などから大規模に収集・可視化するためのシステム。アメリカのNPOが開発したオープンソースのAI分析ツール「Talk to the City」を基に、日本の自治体や政治の実務に合わせて改良・開発された。政策決定の質を向上させることを目的としており、2024年の東京都知事選挙などで実際に活用されている。ただし、ネット上の意見には偏りが生じるリスクも指摘されており、多角的な情報源と組み合わせて利用することが望ましいとされている。
- いどばた

台湾のデジタル民主主義プラットフォーム「vTaiwan」などを参考に開発された、オンラインでの大規模な熟議を可能にするシステム。AI技術を活用して課題の抽出から解決策の議論、合意形成までを支援し、市民参加による政策立案プロセスの実現を目的としている。将来的には、自治体や政党への提供が想定されている。
- Polimoney

「政治とカネ」の問題を解決するため、政治資金の流れを透明化するプロジェクト。スウェーデンで運用されている透明性の高い政治運営の仕組みを参考に、政治資金の支出などを記録・公開するダッシュボードの開発を行っている。

### 「チームみらい」が開発したプロジェクト
- AIファクトチェッカー

チームみらいが開発し、2025年5月26日の記者会見で発表・稼働を開始した、AIを用いてSNS上の言説を検証するシステム。主に党のサポーターによって開発され、誰もが利用・改変できるよう、オープンソースとしてGitHub上で公開されている。
このシステムは、X（旧Twitter）上にある党や党首に関する投稿を自動で収集し、党のマニフェストや公式発言といった信頼できる情報源と照合して、矛盾する可能性のある投稿を検出する。AIによる検出結果は、必ず人間の目でダブルチェックされた上で、必要に応じて公式のファクトチェック用Xアカウント（@idobata_ai）から反論や正しい情報が発信される仕組みとなっている。
このツールは公明党も導入しており、党に関するSNS上の偽情報対策として活用している。一方で、国民民主党も独自のAIファクトチェックシステムを開発・運用している。

## サポーター
チームみらいを支援するボランティアメンバーはサポーターとよばれる。第27回参議院議員通常選挙を通じてサポーター登録者数2万人を目標に掲げていたが、投票日前日の7月19日、サポーター数が20,430人となり、目標を達成した。ゲーミフィケーションを導入したアクションボード（プラットフォーム）を採用し、選挙ポスターを貼る、演説会に参加するなどの活動をミッションとすることで、ゲーム感覚での政治参加を促す。サポーターの協力により、東京都と神奈川県ではポスター掲示100%を達成した。
エリアごとに貼るべきポスターの数と達成率を確認することができるなど、ポスターを効率よく貼るためのシステムも、チームみらいのエンジニアが開発した。
党則は2025年7月20日時点で公開されておらず、党費負担をして党運営に関与できるようないわゆる党員制度はない。

## YouTubeチャンネル
チームみらいの公式YouTubeチャンネルの登録者数は13万人、再生回数は12,354,627回（2025年7月24日時点）。
第27回参議院議員通常選挙に際しては、党首である安野のアバターが24時間視聴者からの質問に答える「AIあんの」によるライブ配信を行った。AIあんのには安野のインタビュー動画などを学習させており、答えられなかった質問には後に安野が手動で回答することでさらなるアップデートを図る。AIあんのについて、安野は「一方的に人に自分たちの考えを伝えるだけではなく、有権者の皆さんが何を考えているのかを逆に教えてもらうという、双方向の情報の流れ方を作り出したい。まさにこの『一方向ではなく双方向』ということが政治のあるべき姿」と話した。
また、西村博之（ひろゆき）など著名人とのコラボ動画や配信も積極的に行い、参院選期間の政党公式YouTubeチャンネルの登録者増加数では2万5000人の増となり、第2位となった。

## 世論調査における支持率の推移
参院選後
| 調査期間 | 調査会社                 | 政党支持率 | 回答数     | 調査方式                         |
| -------- | ------------------------ | ---------- | ---------- | -------------------------------- |
| 8/16–17  | 選挙ドットコム・JX通信社 | 1.0        | 1,000      | 電話（RDD）                      |
| 8/16–17  | 選挙ドットコム・JX通信社 | 1.1        | 1,234      | インターネット                   |
| 8/16–17  | 朝日新聞                 | 1（±0）    | 1,211      | 電話（RDD、携帯及び固定）        |
| 8/9–12   | NHK                      | 0.6        | 1,137      | 電話（RDD、携帯及び固定）        |
| 8/8–11   | 時事通信                 | 0.6        | 1,138      | 面接（ランダム戸別訪問）         |
| 8/2–3    | JNN                      | 1.6        | 1,003      | 電話（RDD、携帯 : 固定 = 5 : 5） |
| 7/26–27  | 産経/FNN                 | 1.5        | 1,030      | 電話（RDD、携帯 : 固定 = 6 : 4） |
| 7/26–27  | 朝日新聞                 | 1          | 1,250      | 電話（RDD、携帯 : 固定 = 6 : 4） |
| 7/26–27  | ANN                      | 0.9        | 1,021      | 電話（RDD）                      |
| 7/26–27  | 毎日/SSRC                | 2          | 2,045      |                                  |
| 7/25–27  | 日経/テレ東              | 2          | 937        | 電話（RDD、携帯及び固定）        |
| 7/21–22  | 読売/NNN                 | 2          | 1,043      | 電話（RDD、携帯 : 固定 = 6 : 4） |
| 7/21–22  | 共同通信                 | 4.1        | 1,049      | 電話（RDD、携帯 : 固定 = 6 : 4） |
| 7/20     | 参院選                   | 2.6        | 60,610,667 | 投票                             |

- （）内は同一調査会社による前回の結果との比較。

2025年の参院選で、チームみらいが全国で最も得票率が高かった都道府県は東京都（6.18%）、東京都の市町村では中央区（11.20%）となった。また、川崎市中原区、流山市、和光市、つくば市などでも得票率が高く、川崎市には武蔵小杉のタワーマンション群があること、流山市は首都圏新都市鉄道つくばエクスプレス（TX）沿線のベッドタウンとして転入者が増加していること、和光市には本田技術研究所や理化学研究所があること、つくば市は多くの企業や研究機関が集積する研究学園都市であることなどが指摘された。

## 他党との関係
7月24日、Live News イット!に生出演した党首の安野は、各党との協力について「是々非々で考えたい」、「私の知見、経験というところを生かせる分野でいろいろ協力していきたい」と述べた。また、専門領域とするデジタル大臣について問われると、「もちろん、（どの政権でも）オファーを頂けたら、オープンにしっかりと考えていきたい」と発言した。

## 役職
| 氏名 | 氏名       | 役職           |
| ---- | ---------- | -------------- |
|      | 安野貴博   | 党首           |
|      | 高山聡史   | 幹事長         |
|      | 須田英太郎 | 選挙対策委員長 |

### 党首一覧
| 代 | 党首 | 党首                  | 就任         | 退任 | 備考                                   |
| -- | ---- | --------------------- | ------------ | ---- | -------------------------------------- |
| 1  |      | 安野貴博 （1990年生） | 2025年5月8日 | 現職 | 第27回参議院議員通常選挙（比例区）当選 |

## 党勢・選挙結果

### 衆議院
| 選挙               | 当選/候補者 | 定数 | 議席占有率 | 備考 |
| ------------------ | ----------- | ---- | ---------- | ---- |
| （結党時、2025年） | 0/-         | 465  | 0.00%      |      |

### 参議院
| 選挙           | 当選/候補者 | 非改選 | 議席計 | 選挙区           | 選挙区 | 比例代表          | 比例代表 | 定数 | 議席占有率 | 備考                   |
| 選挙           | 当選/候補者 | 非改選 | 議席計 | 得票数（得票率） | 当選者 | 得票数（得票率）  | 当選者   | 定数 | 議席占有率 | 備考                   |
| -------------- | ----------- | ------ | ------ | ---------------- | ------ | ----------------- | -------- | ---- | ---------- | ---------------------- |
| 第27回通常選挙 | 1/15        | 0      | 1      | 956,674（1.62%） | 0      | 1,517,890（2.6%） | 安野貴博 | 248  | 0.40%      | 国会に初の議席を獲得。 |

### 所属議員

#### 国会議員
- 所属国会議員1名（参議院議員1名）
- ※（）内は、当選回数と選挙区。

| 2031年改選 | 安野貴博 （1回、比例区） |